# 川村秀三郎
川村 秀三郎（かわむら ひでさぶろう、1949年2月8日 - ）は、日本の政治家、農水官僚。　
林野庁長官、衆議院議員（1期）、国土交通大臣政務官（野田第3次改造内閣）などを務めた。

## 人物
宮崎県東諸県郡綾町出身。東京大学法学部卒業後、農林省（現農林水産省）に入省。農林水産省農村振興局長、林野庁長官などを務める。
2006年12月22日、官製談合事件による安藤忠恕の任期途中での辞職に伴う宮崎県知事選挙に、県町村会の打診により出馬を事実上表明（なお、安藤の先代知事である松形祐堯も林野庁長官経験者である）。同年12月26日に林野庁長官を辞職し、翌27日、出馬を正式表明した。
知事選挙では民主党、社会民主党の議員の支援を受けるも、東国原英夫に敗れ落選。
その後も宮崎市を拠点に政治活動を継続し、2009年8月の第45回衆議院議員総選挙では宮崎1区より無所属（民主党・社民党・国民新党推薦）で出馬し、閣僚経験者2人を破って当選した。その後、同年9月16日に開会した第172回国会で院内会派「民主党・無所属クラブ」に入った。
2010年5月31日、宮崎県で発生した口蹄疫問題への対応が遅れた農林水産大臣の赤松広隆に対する不信任決議案が衆議院本会議で採決された時は反対票を投じた。7月20日、民主党に入党。
2012年12月の第46回衆議院議員総選挙では宮崎1区より民主党公認で出馬したが、比例復活もならず落選した。
2013年8月7日、民主党を離党する意向を表明、2015年1月に任期満了を迎える宮崎県知事選に出馬する意向を明らかにした。2013年9月27日に、宮崎県知事選への立候補を正式表明。
2014年12月21日に行われた宮崎県知事選では、現職の河野俊嗣に敗れ落選。
2019年、瑞宝重光章受章。

## 略歴
- 1973年（昭和48年） - 農林水産省入省
- 1991年（平成3年） - 林野庁業務部業務第二課長
- 1992年（平成4年） - 農林水産省畜産局牛乳乳製品課長
- 1994年（平成6年） - 福岡県農政部長
- 1997年（平成9年）7月7日 - 農林水産省構造改善局総務課長
- 1999年（平成11年）1月6日 - 農林水産省大臣官房企画室長
- 1999年（平成11年）8月1日 - 農林水産省大臣官房審議官
- 2000年（平成12年）4月1日 - 農林水産省構造改善局農政部長
- 2001年（平成13年）1月6日 - 農林水産省大臣官房総括審議官
- 2002年（平成14年）1月8日 - 農林水産省経営局長
- 2004年（平成16年）7月2日 - 農林水産省農村振興局長
- 2006年（平成18年）1月6日 - 林野庁長官
- 2006年（平成18年）12月26日 - 退官
- 2007年（平成19年）1月 - 宮崎県知事選に立候補
- 2009年（平成21年）8月 - 衆議院議員総選挙に出馬し、当選
- 2010年（平成22年）7月 - 民主党に入党
- 2012年（平成22年）10月2日 - 野田第3次改造内閣で国土交通大臣政務官に就任
- 2012年（平成24年）12月 - 衆議院議員総選挙に出馬し、落選
- 2013年（平成25年）8月 - 民主党を離党[4]
- 2014年（平成26年）12月 - 宮崎県知事選に出馬し、落選